# Mami Kaneda
Mami Kaneda (jap. 金田 真美, Kaneda Mami) ist eine ehemalige japanische Fußballspielerin.

## Karriere
Kaneda absolvierte ihr erstes Länderspiel für die japanischen Nationalmannschaft am 22. Oktober 1984 gegen Australien. Insgesamt bestritt sie drei Länderspiele für Japan.